# Hoboken ZVC
Il club Hoboken ZVC è stata una squadra belga di calcio a 5 che ha ottenuto i suoi migliori risultati tra la fine degli anni 1970 e l'inizio del decennio successivo, vincendo quattro titoli nazionali e il primo European Champions Tournament nel 1985 a Roma, quindi di fatto è stato il primo club campione d'Europa per il calcio a 5.
Secondo la federazione calcistica belga, il club è defunto. Tuttavia attualmente con il nome di ZVC Hoboken opera una formazione belga di Wilrijk presso Anversa, che si occupa di settore giovanile, attualmente è tra le più impegnate nel settore, facendo giocare più di 200 bambini e ragazzi per stagione.

## Palmarès
- 4 Campionati del Belgio: 1997, 1980, 1981, 1984
- 1 European Champions Tournament : 1984-85